# Markejew
Markejew (ukrainisch Маркеєв; russisch Маркеев) ist eine Ansiedlung im Süden der ukrainischen Oblast Cherson mit etwa 700 Einwohnern.
Das Dorf wurde 1930 gegründet und liegt nördlich des Naturschutzgebiets Askanija-Nowa und der Regionalstraße Р-14, 55 Kilometer südöstlich der Rajonshauptstadt Kachowka und 111 Kilometer östlich der Oblasthauptstadt Cherson.
Im März 2022 wurde der Ort durch russische Truppen im Rahmen des Russischen Überfalls auf die Ukraine eingenommen und befindet sich seither nicht mehr unter ukrainischer Kontrolle.
Am 15. Juli 2016 wurde die Ansiedlung ein Teil neugegründeten Siedlungsgemeinde Askanija-Nowa, bis dahin bildete es die gleichnamige Landratsgemeinde Markejew (Маркеєвська сільська рада/Markejewska silska rada) im Osten des Rajons Tschaplynka.
Seit dem 17. Juli 2020 ist sie ein Teil des Rajons Kachowka.